# Cody Parkey
(en) Statistiques sur pro-football-reference
Cody Parkey (né le 19 février 1992) est un joueur américain de football américain évoluant au poste de kicker de la National Football League (NFL), actuellement agent libre. 
Il a joué au niveau universitaire pour les Tigers de l'université d'Auburn et en NFL pour les Colts d'Indianapolis, les Eagles de Philadelphie, les Browns de Cleveland, les Dolphins de Miami, les Bears de Chicago et les Titans du Tennessee.

## Carrière

### Carrière universitaire
Parkey a joué au football américain universitaire pour les Tigers d'Auburn de 2010 à 2013. À sa première saison, il n'est apparu que dans deux jeux, mais a marqué les deux conversions d'un point tentées. En 2011, en deuxième année, il a réussi 41 des 42 tentatives de conversions d'un point, et 13 des 18 tentatives de field goal. En 2012, il a réussi les 27 conversions d'un point et 11 des 14 tentatives de field goal. En 2013, il a converti 66 des 67 tentatives de conversion d'un point, et 15 des 21 tentatives de field goal.

### Carrière professionnelle
Non sélectionné lors de la draft 2014 de la NFL, il signe aux Colts d'Indianapolis en tant qu'agent libre. Durant la pré saison, il est échangé aux Eagles de Philadelphie contre le running back David Fluellen (en). Il est mis en compétition avec Alex Henery (en), kicker titulaire des Eagles lors des trois dernières saisons. Ayant excellé durant la pré saison, il devient néanmoins titulaire à ce poste pour le début de la saison 2014.
Sa saison 2015 se termine après trois matchs à la suite d'une blessure à l'aine. Il est libéré par les Eagles avant le début de la saison 2016, Caleb Sturgis lui ayant été préféré.
Il rejoint les Browns de Cleveland fin septembre 2016 à la suite d'une blessure de leur kicker Patrick Murray (en). Après leur camp d'entraînement précédant la saison 2017, il est libéré au profit du débutant Zane Gonzalez (en). 
Il est rapidement engagé par les Dolphins de Miami. Lors de son premier match face aux Chargers de Los Angeles, il inscrit 13 des 19 points des Dolphins dont 4 field goals réussis. Il est désigné meilleur joueur AFC de la semaine au niveau des unités spéciales. 
En mars 2018, il signe un contrat de 4 ans avec les Bears de Chicago. Lors du tour préliminaire de la phase éliminatoire face aux Eagles de Philadelphie, il manque une tentative de field goal de 43 yards qui aurait pu donner la victoire aux Bears dans les dernières secondes du match, le ballon ayant frappé le poteau gauche puis la barre horizontale sans passer entre les poteaux. Cette tentative ratée de field goal est surnommé « double doink » par les médias et les supporters. Il est libéré par les Bears en mars 2019, alors que l'équipe lui doit 3,5 millions de dollars garantis pour la saison 2019.
Il rejoint les Titans du Tennessee en octobre 2019 à la suite d'une blessure de leur kicker Ryan Succop. Après trois matchs, il est libéré, Succop étant rétabli. Il n'a pas rejoué durant le reste de la saison 2019. 
Il signe pour l'équipe d'entraînement des Browns de Cleveland le 6 septembre 2020 et est promu dans l'équipe première une semaine plus tard. Il est placé sur la liste des réservistes détectés positifs au Covid-19 le 18 novembre mais est réactivé trois jours plus tard
Le 19 mars 2021, il signe une prolongation de contrat avec les Browns. Placé sur a liste des blessés le 23 août 2021, il est libéré le lendemain.
Le 6 octobre 2021, il signe un contrat avec les Saints de La Nouvelle-Orléans. Il se blesse à l'aine en 5e semaine et est libéré le 12 octobre.

## Statistiques

### Université
| Année  | Équipe          | Statut | MJ |        | Field goals | Field goals | Field goals | Field goals |         | Extra Points | Extra Points | Extra Points |
| Année  | Équipe          | Statut | MJ | Tentés | Réussis     | %           | Long        | Tentés      | Réussis | %            |              |              |
| 2010   | Tigers d'Auburn | Fr.    | 07 | -      | -           | -           | -           | 02          | 02      | 100          |              |              |
| 2011   | Tigers d'Auburn | So.    | 13 | 18     | 13          | 72,2        | NC          | 42          | 41      | 097,6        |              |              |
| 2012   | Tigers d'Auburn | Jr.    | 12 | 14     | 11          | 76,6        | NC          | 27          | 27      | 100          |              |              |
| 2013   | Tigers d'Auburn | Sr.    | 14 | 21     | 15          | 71,4        | NC          | 67          | 66      | 098,5        |              |              |
| Totaux | Totaux          | Totaux | 46 | 53     | 39          | 73,6        | NC          | 138         | 136     | 098,6        |              |              |

### NFL
| Année  | Équipe                        | MJ |        | Field goals | Field goals | Field goals | Field goals |         | Extra Points | Extra Points | Extra Points |
| Année  | Équipe                        | MJ | Tentés | Réussis     | %           | Long        | Tentés      | Réussis | %            |              |              |
| 2014   | Eagles de Philadelphie        | 16 | 36     | 32          | 88,9        | 54          | 54          | 54      | 100,0        |              |              |
| 2015   | Eagles de Philadelphie        | 03 | 04     | 03          | 75,0        | 46          | 07          | 07      | 100,0        |              |              |
| 2016   | Browns de Cleveland           | 14 | 25     | 20          | 80,0        | 51          | 21          | 20      | 095,2        |              |              |
| 2017   | Dolphins de Miami             | 16 | 23     | 21          | 91,3        | 54          | 29          | 26      | 089,7        |              |              |
| 2018   | Bears de Chicago              | 16 | 30     | 23          | 76,7        | 50          | 45          | 42      | 093,3        |              |              |
| 2019   | Titans du Tennessee           | 03 | 03     | 03          | 100         | 51          | 06          | 05      | 083,3        |              |              |
| 2020   | Browns de Cleveland           | 15 | 22     | 19          | 86,4        | 46          | 47          | 43      | 091,5        |              |              |
| 2021   | Saints de La Nouvelle-Orléans | 01 | 0      | 0           | 00,0        | 0           | 05          | 03      | 060,0        |              |              |
| Totaux | Totaux                        | 84 | 143    | 121         | 84,6        | 54          | 214         | 200     | 093,5        |              |              |

| Année  | Équipe              | MJ |        | Field goals | Field goals | Field goals | Field goals |         | Extra Points | Extra Points | Extra Points |
| Année  | Équipe              | MJ | Tentés | Réussis     | %           | Long        | Tentés      | Réussis | %            |              |              |
| 2018   | Bears de Chicago    | 1  | 4      | 3           | 75,0        | 36          | -           | -       | -            |              |              |
| 2020   | Browns de Cleveland | 2  | 3      | 3           | 100         | 46          | 8           | 8       | 100          |              |              |
| Totaux | Totaux              | 3  | 7      | 6           | 87,5        | 46          | 8           | 8       | 100          |              |              |